# Mother Goose Goes Hollywood
Mother Goose Goes Hollywood (с англ. — «Матушка Гусыня едет в Голливуд») — анимационный эпизод мультсериала про Дональда Дака из серии Silly Symphonies, созданный Уолтом Диснеем в 1938 году.

## Сюжет
Серия начинается с того, что некая Малышка Бо-Бип. Это представлено в виде сказки. Она ищет своих Овец, которые куда-то убежали. Страница перелистывается и нам показывают Короля Дедушку Коля. к нему приходят музыканты и развлекают его. Колю нравится, а Шуту, сидящему рядом с ним- нет.
Королю приносят суп. Он открывает кастрюлю и оттуда вылезает Дональд Дак.
Страница перелистывается и нам показываются Трёх Мудрецов, сидящих в одном тазу в море. Один из них падает. но другой вытаскивает его из воды. Рядом показывается Би-Боп, плывущая на странном механизме, всё ещё ищущая своих овечек. Мудрецы здороваются с ней и падают в воду.
Страница снова перелистывается и нам показывают Шалтая-Болтая. Он хочет посмотреть на потомство синицы и смотрит в гнездо, где сидит говорящая кукла в цилиндре с Моноклем. Кукла шутит над Шолтай-Болтаем, тот злится и падает цветок, который сразу закрывается.
На следующей странице говорится о Саймоне Простоте. Он на рыбалке, поймал Рыбу и забрал неё изо рта червяка, а саму рыбу отпустил. Показывается повар с Пирогами, который предлагает Саймону пирог, но тот отказывается. Он берёт пирог сам, с середины, совсем не повреждая другие пироги. Повар пробует так же и портит все пироги. Он злится на Саймона и бросает в него пирог, но тот уклоняется и пирог прилетает в лицо к Би-Боп.
На следующей странице говорится о Марджери Не вверх-Так вниз. Она качается на качелях Качелях вверх-вниз и говорит, что её призванье -быть одной. Человек, сидящий на противоположной стороне понимает её слова и спрыгивает с качели. Марджери падает.
На другой странице показывают карлика с огромным пирогом. из которого вылезают Негры и поют песню. Они будят другого карлика, который трубит в трубу.
Страничка перелистывается. На ней показывается целый ансамбль со семи показываемыми раннее персонажами и даже новыми. На такой весёлой ноте эпизод заканчивается.